# Улица Исмаила Гаспринского (Киев)
Исмаила Гаспринского улица — улица в Дарницком районе города Киева, местность Новая Дарница. Пролегает от Симферопольской улицы до Бориспольской улицы.
Примыкают улицы Юрия Пасхалина, Ялтинская и Севастопольская.

## История
Улица возникла не позднее 1909 года под названием Пантелеймоновская; в первой четверти XX века получила название улица Фрунзе, в честь советского военного деятеля Михаила Фрунзе. В 1941—1943 годах — улица Глебова, в честь украинского писателя Леонида Глебова. Современное название в честь кримскотатарского деятеля Исмаила Гаспринского - с 2022 года